# ورم أرومي جنبي رئوي
ورم أرومي جنبي تنفسي (بالإنجليزية: Pleuropulmonary blastoma)‏ يكون عبارة عن سرطان نادر الحدوث ينشأ في الرئة أو التجويف الصدرية. يحدث غالباً عند الرضع والأطفال. وقد تم مراجعه حالة 204 طفل لديهم اورام رئوية وقد وجد أن النسبة الأكبر من هذه الأورام تكون اما ورم أرومي جنبي تنفسي وورم سرطاوي وتكون اورام أساسية (83% من هذه العينة كان لديهم اورام ثانوية قادمة من أماكن أخرى من الجسم). الورم الرومي الجنبي التنفسي يعتبر خبيث.

## التاريخ
الورم الرومي الجنبي التنفسي تم وصفه ل أول مرة في عام 1988.وتم تأسيسه دولياً. هذا التسجيل لدية أكبر معلومات عن هذا الورم.

## الاعراض
الاعراض تشمل الكحة، عدوى القناة التنفسية العليا، ضيق في التنفس، الم في الصدر. هذه الاعراض تكون غير محددة ويمكن ان تكون بسبب اورام أخرى. التصوير (اشعة سينية، الاشعه المقطعية، الرنين المغناطيسي) يمكن أن تستخدم لتحديد وجود ومكان الورم، ولكنها ليست أخبارات محددة للورم الارومي الجنبي التنفسي أو أي ورم اخر. الأ طباء يكونون غير قادرين على أن يقولوا بأن الطفل لدية هذا الورم بصورة مباشرة، وليست عدور القناة التنفسية العليا، حتى يتم إجراء اختبارات أخرى. عرض اخر يكون وجود اهواء في الصدر.

## الأنواع
الورم الرومي الجنبي التنفسي يتم تقسيمة إلى: :
- النوع الأول يكون مُتَعَدِّدُ الكيسات
- النوع الثاني يظهر مناطق كثيفة (عقد) داخل هذه الكيسات
- النوع الثالث يظهر كتل صلبة.

النوع الأول يتكون من تكسيات، ومن الممكن ان تكون صلبة لتتميز عن الكيسات الصدرية الحميدة. هناك بص الادلة التي ترجح تطور هالنوع الأول إلى الثاني والثالث. النوع الثاني والثالث يكونان أكثر شراسة، وقد يصل الورم إلى الدماغ.

## الفحوصات الطبية
أكثر طريقة شائعة مستخدمة لفحص الورم الارومي الجنبي التنفسي تكون بأخد خزعة. اختبارات أخرى كأشعة سينية وتصوير بالرنين المغناطيسي وتصوير مقطعي محوسب يمكن ان تحدد وجود السرطان ولكن أخذ قطعة من الورم يكون هو التشخيص القاطع.

## العلاج
العلاج يعتمد على حجم وموقع الورم، إذا السرطان انتشر في الجسم، صحة الطفل. العلاج الجراحي هو الحل الانسب وهو يكون بازالة الورم.إذا كان الورم كبيرا فيجب ازالتة كاملاً وإذا لم يكن ذلك ممكناً يتم ازالتة بعد العلاج الكيميائي.ينبغي ان يتم عمل اختبار مبدئي بعد ازالة الورم للتأكد من عدم عدوتة مرة أخرى من 48 إلى 68 شهر يعد التشخيص.

### وصلات داخلية
- سرطان الرئة

### وصلات خارجية
- Pleuropulmonary Blastoma Bulletin Board
- Pleuropulmonary Blastoma Family Support Group
- Pleuropulmonary blastoma images at humpath.com